# SZT2
SZT2‏ (SZT2, KICSTOR complex subunit) هوَ بروتين يُشَفر بواسطة جين SZT2 في الإنسان.